# Anthene indefinita
Anthene indefinita är en fjärilsart som beskrevs av Bethune-Baker 1910. Anthene indefinita ingår i släktet Anthene och familjen juvelvingar. Inga underarter finns listade i Catalogue of Life.

## Bildgalleri

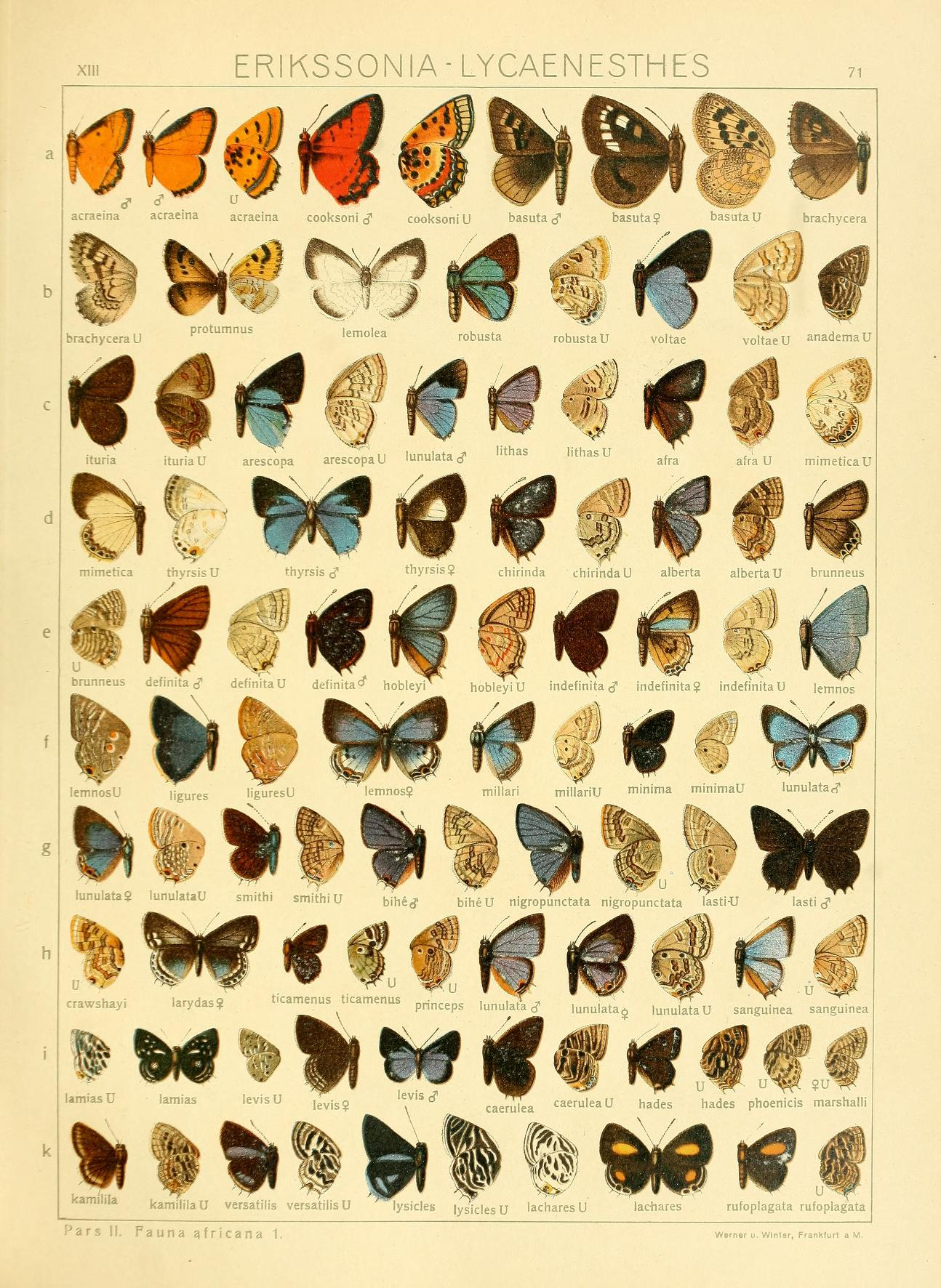